# مادلين مكافي
مادلين مكافي (بالإنجليزية: Madeleine McAfee)‏ مواليد 5 فبراير 1993، هي لاعبة كرة يد أسترالية. مثلت منتخب أستراليا لكرة اليد للسيدات.

## سجل المنافسة
شاركت في البطولات التالية:
- بطولة العالم لكرة اليد للسيدات 2011
- بطولة العالم لكرة اليد للسيدات 2013